# Lilibèon
Lilibèon (grec antic: Λιλύβαιον, Lilíbaion), de vegades Lilibeu (llatí: Lilybaeum), la moderna Marsala, va ser una ciutat de Sicília situada al cap del mateix nom, a l'extrem oest de Sicília (avui Cap Boèo), un dels tres caps que van donar a Sicília el nom de Trinàcria. Era el punt més proper a Àfrica, de la que es trobava a 1000 estadis segons Polibi o a 1500 segons Estrabó. El cap és una estructura rocosa no gaire alta que continua mar endins amb roques no gaire profundes que fan perillosa la navegació. Al costat del promontori hi havia un port segur.
La llegenda diu que gent de Cnidos dirigits per Pantalos, després de fundar Lipara, van desembarcar a Lilibèon, i que per això es considerava una colònia de Cnidos. L'any 409 aC va desembarcar a Lilibèon el cartaginès Anníbal amb un exèrcit per atacar Selinunt.
Diodor de Sicília diu que al promontori hi havia un pou d'aigua dolça, i parla dels lilibeus, i diu que l'any 454 aC estaven en guerra amb Segesta pel territori del riu Mazaros, però això podria ser un error.
No es va convertir en una ciutat important fins després de la destrucció de Mòtia per Dionís el vell de Siracusa el 397 aC, quan la van fundar els cartaginesos per instal·lar-hi els habitants de la ciutat destruïda. La van fortificar i es va convertir en una plaça forta púnica estratègicament situada. Va ser per dues vegades el darrer reducte cartaginès de l'illa.
L'any 276 aC Pirros va assetjar la ciutat i va expulsar els cartaginesos de les seves altres possessions, però per mar els púnics li van enviar subministraments i Pirros va haver d'aixecar el setge al cap de dos mesos.
A la Primera Guerra Púnica els romans la van assetjar, l'any 250 aC. El setge va ser cèlebre al seu temps. Els cartaginesos només conservaven Lilibèon i Drepanum. Ambdues parts van utilitzar tots els seus recursos. Himilcó defensava la ciutat i els romans van haver de bloquejar-la. Una flota cartaginesa va poder portar ajut per mar i quan el cartaginès Adhèrbal, que era amb la flota a Drepanum, va derrotar el cònsol romà Publi Claudi Pulcre el 249 aC i els romans van abandonar el setge, però van mantenir posicions a la vora de la ciutat per uns anys. A l'onzè any de lluita Gai Lutaci Catul va obtenir la victòria en la batalla d'Egusa, a les illes Àgates l'any 241 aC, i els cartaginesos van haver de signar la pau i evacuar Lilibèon i Drepanum.
Va ser una ciutat romana de província, però de certa importància i era un punt estratègic per a la invasió d'Àfrica, que es va utilitzar a la Segona Guerra Púnica l'any 218 aC, on hi havia la base de la flota romana dirigida pel pretor Marc Emili, que va derrotar una flota cartaginesa quan va atacar la ciutat, i es van fer incursions a la costa africana. El 204 aC Publi Corneli Escipió Africà Major es va embarcar a Lilibèon cap a l'Àfrica.
Més endavant, el jove Publi Corneli Escipió Emilià Africà Menor va reunir la flota i l'exèrcit a Lilibèon el 149 aC per anar altra vegada a l'Àfrica.
A la Segona Guerra Civil romana va ser el quarter de Juli Cèsar quan es preparava per la seva campanya africana contra Quint Cecili Metel Pius Escipió i Juba I l'any 47 aC. Sext Pompeu en la seva guerra contra August hi va situar la seva principal base naval el 36 aC.
El comerç amb l'Àfrica va mantenir la prosperitat de la ciutat i era la residència habitual d'un dels dos qüestors de Sicília. Ciceró va ser qüestor a Lilibèon i l'anomenava splendidissima civitas. Encara era important en temps d'Estrabó enfront de la decadència d'altres ciutats i es va mantenir pròspera durant l'Imperi. En una inscripció es diu que la ciutat estava organitzada en dotze tribus, i en una altra que va ser una colònia romana, però l'època no se sap, potser en temps d'Hadrià, ja que Plini el Vell no l'anomena entre les cinc colònies fundades a Sicília per August.
Encara després de la caiguda de l'Imperi va seguir com la principal ciutat de Sicília sota els gots i els vàndals. Els àrabs li van donar el nom de Marsa Al·la (Port de Deu) del qual deriva el seu nom modern de Marsala.
Al segle xvi per ordre de l'Emperador Carles V es va bloquejar el port per protegir la ciutat dels atacs dels pirates de Barbaria, i Trapani la va substituir com a port principal.
Queden poques restes de l'antiga ciutat, però s'han trobat algunes escultures, objectes i monedes.